# ハナトガリガエル
ハナトガリガエル（鼻尖蛙、Ceratobatrachus guentheri）は、両生綱無尾目アカガエル科ハナトガリガエル属に分類されるカエル。本種のみでハナトガリカエル属を形成する。別名ソロモンコノハガエル、ソロモンツノガエル。

## 分布
ソロモン諸島固有種

## 形態
体長6-8cm。和名の通り吻端は鋭く尖る。落ち葉に擬態していると考えられていてソロモンコノハガエルの別名があるが、別科のコノハガエル属とは分類的にはかけ離れていて同じような環境するための収斂現象の1つといえる。
体色には個体変異があり褐色、赤褐色、黄色、灰色等があり迷彩模様が入る個体もいる。

## 生態
森林の林床に生息する。跳躍力は強い。
食性は肉食性で昆虫類や節足動物等を食べる。
繁殖形態は卵生だが、陸上に卵を産み卵の中から幼体が発生する。

## Status
LEAST CONCERN (IUCN Red List Ver. 3.1 (2001))

## 人間との関係
ペット用として飼育されることもあり、主に野生個体が流通する。跳躍力が強いため輸送中や飼育中に吻端を傷つけ、そこから細菌が侵入し感染症を引き起こすことがある。
特徴的な繁殖形態で知られる反面飼育下での繁殖例は非常に少ないが、近年では繁殖個体も流通し始め日本国内でも飼育下での繁殖に成功した例がある。